# Beverly Hills (Floryda)
Beverly Hills – jednostka osadnicza w Stanach Zjednoczonych, w stanie Floryda, w hrabstwie Citrus.